# Rita Levi-Montalcini
Rita Levi-Montalcini (født 22. april 1909, død 30. december 2012) var en italiensk neurolog.
Hun opdagede nervernes tilvækstfaktor, som hun kaldte NGF. Hun modtog i 1986 Nobelprisen i fysiologi eller medicin.

## Familie
Rita Levi-Montalcini blev født i Torino og var datter af ingeniør Adamo Levi og kunstmaler Adele Montalcini og søster til billedhugger og arkitekt Gino Levi-Montalcini (1902-1974), Anna (1905-2000) og kunstmaler Paola Levi-Montalcini (1909-2000). Hendes familie var sefardiske jøder og hørte derfor fra 1938 under de italienske racelove. 

## Uddannelse
Rita Levi-Montalcinis forældre var veluddannede og videregav deres kærlighed til viden og forskning til deres børn. Trods dette ønskede deres far ikke, at hans døtre skulle have en professionel karriere, da han mente, at dette ville gå udover deres hverv som hustru og mor. Levi-Montalcini lod sig dog ikke afskrække og besluttede i 1930 at læse medicin på Universitetet i Torino; en beslutning hun tog efter at hendes elskede guvernante, Giovanna Bruatto, var død af kræft samme år. 
Rita Levi-Montalcini læste under histologen Giuseppe Levi (Natalia Ginzburgs far). Blandt hendes studiekammerater var to andre fremtidige Nobelpris-modtagere, Salvador Luria og Renato Dulbecco. I 1936 blev hun kandidat i medicin og kirurgi med topkarakterer, og bagefter specialiserede hun sig i neurologi og psykiatri. På grund af racelovene i 1938 blev hun tvunget til at følge Giuseppe Levi i eksil i Belgien, skønt hun endnu ikke var færdig med sin specialisering. Hun var indtil kort før tyskernes invasion af Belgien gæstestuderende på neurologisk institut på Bruxelles Frie Universitet. 

## Tiden i USA
Tekst mangler, hjælp os med at skrive teksten